# Horatiobach
Koordinaten: 62° 13′ 0″ S, 59° 1′ 0″ W
Der Horatiobach ist ein kurzer Bach auf der Fildes-Halbinsel von King George Island, der größten der Südlichen Shetlandinseln.
Im Südwesten der Halbinsel entspringt er nördlich des Hügels Horatio Stump und fließt zuerst nach Westen, dann nach Norden zur Horatiobucht der Drakestraße, in deren westlichen Teil er mündet.
Im Rahmen zweier deutscher Expeditionen zur Fildes-Halbinsel in den Jahren 1981/82 und 1983/84 unter der Leitung von Dietrich Barsch (Geographisches Institut der Universität Heidelberg) und Gerhard Stäblein (Geomorphologisches Laboratorium der Freien Universität Berlin) wurde der Bach zusammen mit zahlreichen weiteren bis dahin unbenannten geographischen Objekten der Fildes-Halbinsel neu benannt. Der Bach und die Bucht wurden in Anlehnung an die Benennung des Horatio Stump benannt und dem Wissenschaftlichen Ausschuss für Antarktisforschung (Scientific Committee on Antarctic Research, SCAR) gemeldet. Übergeordneter Namensgeber ist der britische Robbenfänger Stump aus London, der zwischen 1820 und 1821 in den Gewässern um die Südlichen Shetlandinseln operiert hatte.